# Aberlour (destilería)
Aberlour es una destilería de whisky escocés de malta, situada en la ciudad homónima: (Aberlour, en  Speyside, Escocia) en el cruce de los ríos  Lour y  Spey cerca de Ben Rinnes. La región de Speyside es la más prolífica región de Escocia en producción de whisky, y donde se sitúan más de la mitad de todas las destilerías de Escocia. Los whiskies de Speyside son reconocidos por su carácter a brezo, que es producto de su proceso de malteado único, el clima local, y sus fuentes de agua.

## Carácter
Aberlour está particularmente influenciada por su fuente de agua, que fluye a partir de Ben Rinnes, a través del sustrato de turba y granito del valle Lour llegando hasta la destilería. Recoge escasos depósitos minerales a lo largo de su recorrido, lo que resulta en un agua naturalmente suave. Esta agua se emplea en todas las etapas de producción, y le presta a Aberlour su carácter suave y delicado.

## Variedades
El whisky se presenta en una variedad de edades, incluyendo los 10, 12, 15, 16, 18 años y el raro 30 year old 1970 vintage malt, así como un cask strength en barril llamado A'bunadh y sin declaración de edad. Varios vintages y embotellados independientes están también disponibles. La mayoría de las variantes envejecen durante un tiempo en barriles de bourbon americano (algo estándar para la mayoría de los escoceses de malta). Aberlour también produce una serie de maltas que, tras la crianza en barricas de bourbon, se transfieren a barricas que se han utilizado previamente para madurar otras variedades de vinos fortificados. Este proceso se conoce como afinado y Aberlour ofrece whisky afinados en barriles de jerez y bourbon. También producen una línea de acabados de jerez específicamente para el mercado francés.

## Comentarios
Aberlour ha tenido cierto éxito en competiciones, aunque las mejores críticas, en general, las ha obtenido en las competiciones de los últimos años. Sus whiskys de 10 y 15 años recibieron dos medallas de oro en San Francisco World Spirits Competitions de 2004. Su único whisky escocés de malta A'Bunadh recibió una serie de medallas individuales en las concursos de 2007 a 2008.

## Historia
A pesar de en sus etiquetas se puede leer 1879, la destilería de Aberlour fue fundada en 1826 por James Gordon y Peter Weir. La destilería original, que fue destruida en un incendio, fue reconstruida en 1879 por James Fleming (1830-1895), y esta es la fecha marcada en las botellas. En 1892, la destilería fue comprada por Robert Thorne & Sons, que reconstruyó y amplió la destilería en 1898 después de un segundo incendio y con la ayuda del arquitecto Carlos Doig que fue llamado para el diseño de las nuevas instalaciones. En 1921, Robert Thorne & Sons Ltd vendió la destilería a WH Holt & Sons, una fábrica de cerveza cerca de Mánchester. En 1945 S. Campbell & Sons Ltd compró la destilería. En 1975, Pernod Ricard adquirió Destilerías Campbell. En 2002 se abrió un nuevo y moderno centro de visitantes.